# Rufforth
Rufforth est un village du Yorkshire du Nord, en Angleterre. Il est situé à six kilomètres à l'ouest de la ville d'York, sur la route B1224. Administrativement, il relève de l'autorité unitaire de la Cité d'York. Au recensement de 2011, la paroisse civile de Rufforth with Knapton, qui comprend également le village voisin de Knapton, comptait 1 029 habitants, dont 633 à Rufforth.
Jusqu'en 1996, Rufforth relevait du district de Harrogate.

## Étymologie
Rufforth est d'origine vieil-anglaise : il comprend les éléments rūh « difficile, rude » et ford « gué ». Il partage cette étymologie avec le village de Rufford (en), dans le Lancashire. Ce nom est attesté sous la forme Ruford dans le Domesday Book, à la fin du XIe siècle.